# Všichni zpívají a tančí
Všichni zpívají a tančí (v anglickém originále All Singing, All Dancing) je 11. díl 9. řady (celkem 189.) amerického animovaného seriálu Simpsonovi. Scénář napsal Steve O'Donnell a díl režíroval Mark Kirkland. V USA měl premiéru dne 4. ledna 1998 na stanici Fox Broadcasting Company a v Česku byl poprvé vysílán 11. ledna 2000 na stanici ČT1.

## Děj
Homer a Bart si půjčí film Natři si vůz a očekávají, že půjde o westernovou střílečku. Homer se zděsí, když zjistí, že je to vlastně muzikál, a vyjádří svůj odpor k takovým filmům. Marge je z toho zmatená a říká, že miluje zpěv. Rodina začne své dialogy pronášet formou písní a Marge se rozhodne dokázat, že Homer rád zpívá, promítáním rodinných videí. Je promítnuto několik klipů s různými písněmi z minulých dílů, ale Homer není přesvědčen. V tu chvíli k nim do domu vtrhne Haďák a drží je jako rukojmí. Jakmile je však uslyší zpívat, usoudí, že by z nich nebyli dobří rukojmí, a odejde. 
Rodina pokračuje ve zpěvu a promítají se další videa. Haďák opět vnikne do domu a tvrdí, že mu v hlavě uvízla písnička a jediný způsob, jak se jí zbavit, je Simpsonovy zabít. Pokusí se je zastřelit, ale zjistí, že jeho pistoli došly náboje, a opět odchází. 
Po dalších klipech se Haďák vrací naposledy, s municí, a míří na ně svou zbraní, ale rodina prozradí, že již zpěv ukončila. Haďák prohlásí, že s nimi již nemá problém, a odchází. Když si však Marge začne broukat melodii, vystřelí varovný výstřel do okna. 
Během závěrečných titulků je Haďák stále otrávený veškerou hudbou, a tak vystřelí na orchestr, který se snaží zahrát závěrečnou znělku seriálu. Když se ji pokoušejí zahrát potřetí a naposledy, je hudba hrána velmi tiše. I přesto se ale Haďák nenechá zmást a pokračuje ve střelbě znovu a nakonec ještě jednou, když hraje hudba s logem Gracie Films. 

## Písně
Klipová show obsahuje několik celých písní z předchozích dílů seriálu Simpsonovi.
| Epizoda                                       | Řada | Píseň                                                                   |
| --------------------------------------------- | ---- | ----------------------------------------------------------------------- |
| Homerovo pěvecké kvarteto                     | 5    | „Baby on Board“                                                         |
| Bart po setmění                               | 8    | „We Put the Spring in Springfield“                                      |
| Bart táborníkem                               | 5    | „Springfield, Springfield“                                              |
| Homer a Apu                                   | 5    | „Who Needs the Kwik-E-Mart?“                                            |
| Šáša Krusty je zrušen – Šáša Krusty má padáka | 4    | Krustyho verze písně „Send In the Clowns“                               |
| Dva tucty a jeden chrt                        | 6    | „See My Vest“                                                           |
| Marge versus jednokolejka                     | 4    | „The Monorail Song“                                                     |
| Bart prodává duši                             | 7    | „In the Garden of Eden“ (reálně „In-A-Gadda-Da-Vida“ od Iron Butterfly) |
| Homer Veliký                                  | 6    | „We Do“                                                                 |

Mnohé z nich patří k nejoblíbenějším písním ze seriálu. „Who Needs The Kwik-E-Mart?“ a „We Do“ byly již dříve nominovány na cenu Primetime Emmy Awards za nejlepší píseň a „We Put the Spring in Springfield“ tuto cenu získala v roce 1997.

## Produkce
Tato epizoda je čtvrtou a předposlední klipovou epizodou seriálu Simpsonovi. Sestavil ji Steve O'Donnell, který napsal tuto epizodu a epizodu Radost ze sekty (která v produkčním pořadí této epizodě předcházela). Výkonný producent David Mirkin nesnášel natáčení klipových pořadů a „nedělal by je, kdybych měl na výběr“, což je zmíněno na konci epizody. Epizoda obsahuje dvě přestávky, ve kterých je před reklamou představen zásadní problém, ale po přestávce náhle skončí. Epizoda měla také problémy s cenzory, protože měli námitky proti scénám, kdy Haďák míří brokovnicí na malou Maggie. Navzdory tomu je „All Singing, All Dancing“ jednou z mála epizod Simpsonových, které v americké televizi získaly rating G.

## Kulturní odkazy
Clint Eastwood je oblečen jako Muž beze jména z filmu Dolary. Na začátku epizody je odkaz na film Natřete svůj vůz. Ve filmu sice hrají Eastwood a Lee Marvin a režíroval ho Joshua Logan, ale autoři parodie ani písně z něj vůbec nevycházeli. Muž, který ve filmu konfrontuje Eastwooda, je vymodelován podle Lee Van Cleefa a jeho postavy plukovníka Douglase Mortimera z filmu Pro pár dolarů navíc.
Několik písní, které v epizodě zazněly, je odkazem na skutečné muzikály. „Springfield, Springfield“, kterou zpívají Bart a Milhouse, je odkazem na „New York, New York“ z filmu Ve městě. Krustyho „Send in the Clowns“ používá odlišný text od původní verze Stephena Sondheima. „The Monorail Song“ Lylea Lanleyho přebírá odkazy na vystoupení postavy profesora Harolda Hilla ve filmu The Music Man, včetně Lanleyho kostýmu a „bezmyšlenkovitého přijetí jeho podvodného návrhu davem“. „See My Vest“ je parodií na píseň „Be Our Guest“, kterou zpíval Jerry Orbach ve filmu Kráska a zvíře z roku 1991. V kostele ve Springfieldu Bart nahrazuje text písně „In-A-Gadda-Da-Vida“ od Iron Butterfly slovy „In the Garden of Eden“.

## Přijetí
V původním vysílání se díl umístil na 26. místě ve sledovanosti v týdnu od 29. prosince 1997 do 4. ledna 1998 s ratingem 9,1 podle agentury Nielsen, což odpovídá přibližně 8,9 milionu domácností. Byl to druhý nejlépe hodnocený pořad na stanici Fox v tomto týdnu, hned po seriálu Akta X.
Ačkoli Mirkin obvykle nemá rád klipové pořady, tento díl se mu líbil kvůli zpěvu a tanci a klipy označil za „opravdu skvělé“. Autoři knihy I Can't Believe It's a Bigger and Better Updated Unofficial Simpsons Guide, Warren Martyn a Adrian Wood, napsali: „Na klipový pořad to není špatné. Opravdu chybí jen Dr. Zaius z dílu Ryba jménem Selma.“. Autor Chris Turner ve své knize Planet Simpsons napsal: „Když se písničky objevují jedna po druhé, můžete si všimnout jedné nebo dvou chytrých hlášek nebo způsobu, jakým slouží ke stejným účelům rozvíjení zápletky nebo generování energie, jakou mají film Zpívání v dešti nebo muzikál Cats, ale dohromady se [v písni „All Singing, All Dancing“] rovnají jakémusi simpsonovskému vedlejšímu projektu – Springfield: Muzikál. A […] je to přitom velmi působivý vedlejší projekt.“ Epizoda byla v roce 1998 nominována na cenu Emmy v kategorii Hudební režie. V recenzi na DVD vydání 9. série Simpsonových v deníku Daily Post bylo uvedeno, že obsahuje „skvělé ilustrované barevné komentáře“ k epizodám Všichni zpívají a tančí a Ztracená Líza. Isaac Mitchell-Frey z Herald Sun uvedl, že epizoda je „slabým momentem“ sezóny, a poznamenal, že „recykluje části předchozích epizod“.
Michael Dunne epizodu analyzoval ve své knize American Film Musical Themes and Forms a uvedl z ní příklady, přičemž vysvětluje, že pěvecká a taneční vystoupení nejsou v televizním médiu obecně považována za přijatelná. Poznamenává, že Homer během epizody nazývá zpěv „ovocným“ a „nejnižší formou komunikace“. Dunne si však všímá i toho, že sám Homer zpívá „svou námitku, že muzikály jsou falešné a falešné“. Dunne dospěl k závěru, že „muzikály v této epizodě vycházejí na jedničku, ale vítězství je přinejlepším okrajové“. O samotné epizodě Dunne napsal, že „parodie obsažené v seriálu ukazují, že jeho tvůrci jsou dostatečně obeznámeni s různými formami hudebních vystoupení, aby je mohli opakovat, a jsou si dostatečně jisti, že jejich diváci odkazy zachytí“.